# William Duddell
William Duddell (1. července 1872 – 4. listopadu 1917) byl britský fyzik a elektroinženýr. Mezi jeho vynálezy patří oscilograf s pohyblivou cívkou, termo-ampérmetr a termo-galvanometr.

## Život
Vzdělával se na soukromých školách ve Velké Británii a Francii a jeho rychlý růst mu pomohl dostat se až ke stipendiím na prestižních školách.
Před tím než Thomas Edison vynalezl žárovku byla v celé Evropě jako pouliční osvětlení používána oblouková lampa, která vytvářela světlo pomocí elektrického oblouku mezi dvěma uhlíkovými hroty. Toto osvětlení bylo energeticky dost neefektivní a produkovalo poměrně špatné světlo a také konstantní slyšitelné hučení. Duddell se na to v roce 1899 zaměřil, aby tento problém vyřešil. Jako výsledek svého výzkumu, jehož prostřednictvím prokázal, že hučení je způsobeno kolísajícím elektrickým proudem, a tak vymyslel hrající obloukovou lampu, která mohla vytvářet hudební tóny pomocí klávesnice, která přerušovala oscilace v obvodu. Byl tak vytvořen jeden z prvních příkladů elektrické hudby a vůbec první, který nevyužíval pro to telefonního systému čili zesilovače a reproduktoru.
Duddell ukázal, pomocí jeho zařízení, hrající obloukovou lampu na londýnském Institutu pro elektrotechnické inženýrství, který měl obloukové lampy na stejném okruhu jako v jiných budovách. Navzdory potenciálu hudby produkované přes síťové osvětlení, nebyl jeho objev uznán ničím větším než novinkou.
Duddell byl uznán členem Královské společnosti (Fellow of the Royal Society) v roce 1913, čtyři roky před jeho předčasnou smrtí.

## Galerie

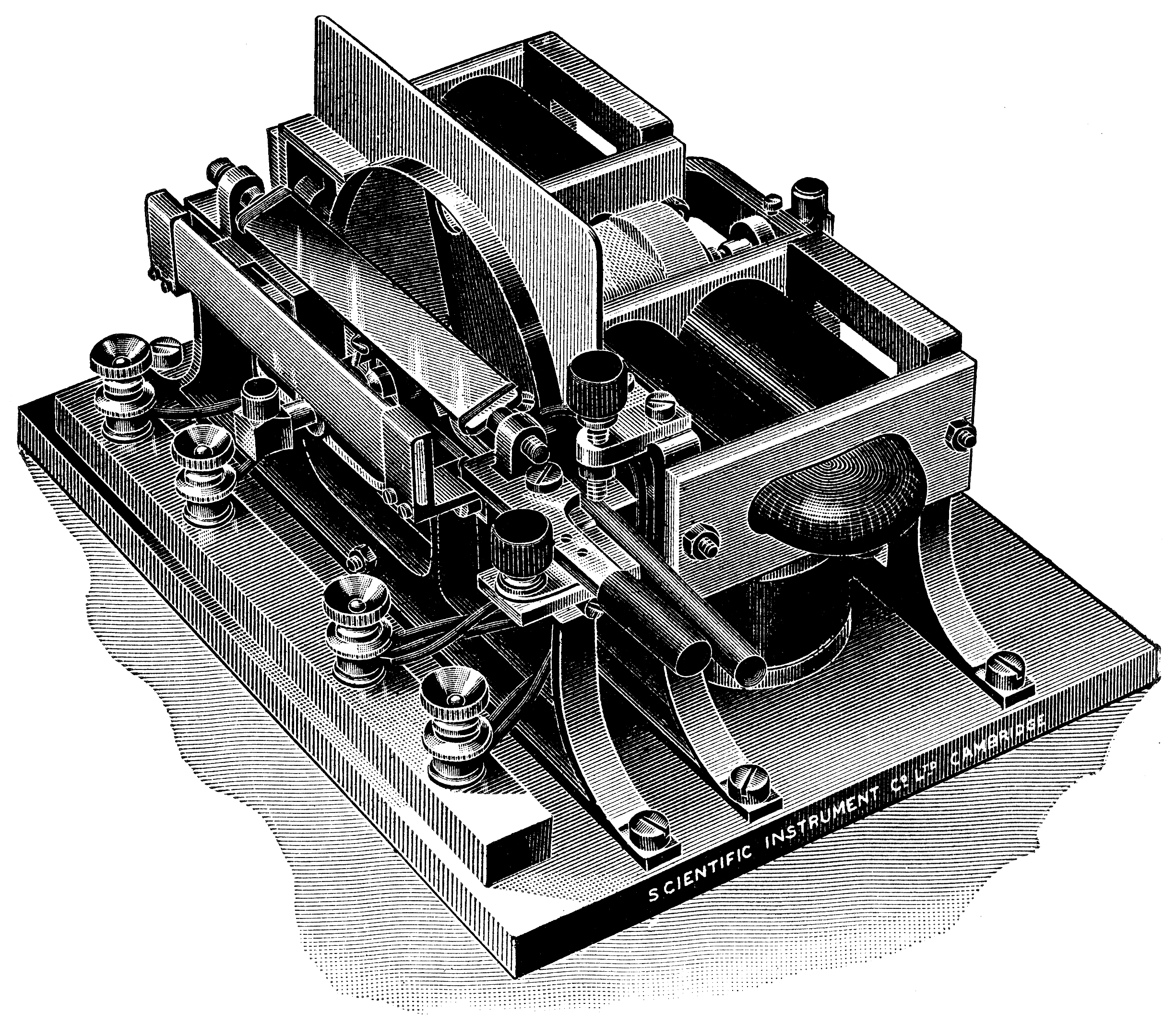
Oscilograf